# Bulbophyllum nummularia
Bulbophyllum nummularia là một loài phong lan thuộc chi Bulbophyllum.